# Myrmarachne thaii
Myrmarachne thaii là một loài nhện trong họ Salticidae.
Loài này thuộc chi Myrmarachne. Myrmarachne thaii được Marek Żabka miêu tả năm 1985.